# Nastja Ryshich
Nastja Ryshich (Omsk, Rusia, 19 de septiembre de 1977) es una atleta alemana de origen ruso retirada especializada en la prueba de salto con pértiga, en la que consiguió ser campeona mundial en pista cubierta en 1999.

## Carrera deportiva
En el Campeonato Mundial de Atletismo en Pista Cubierta de 1999 ganó la medalla de oro en el salto con pértiga, con un salto por encima de 4.50 metros que fue récord de los campeonatos, por delante de la islandesa Vala Flosadóttir (plata con 4.45 metros) y su compatriota alemana Nicole Rieger y la húngara Zsuzsanna Szabó, empatadas con el bronce con 4.35 metros.